# Piero Portalupi
Piero Portalupi (Arquata Scrivia, 19 ottobre 1913 – Genova, 28 giugno 1971) è stato un direttore della fotografia italiano.

## Biografia
Nato in provincia di Alessandria ma genovese di adozione, dopo essersi laureato in ingegneria iniziò a lavorare intensamente nel cinema dapprima italiano e poi a livello internazionale, grazie a Claudio Gora, come direttore della fotografia dal 1940, dopo una prima esperienza come operatore di ripresa per un film di Mario Baffico. Vinse il Nastro d'argento alla migliore fotografia del 1948 con Preludio d'amore di Giovanni Paolucci. Lavorò con grandi registi come Antonioni, De Santis, Risi ed Olmi. Grazie alla sua perfetta conoscenza dell'inglese nel 1953 venne chiamato come consulente alla fotografia nel film di William Wyler Vacanze romane. Diresse la seconda unità di kolossal come Ben Hur sempre di Wyler (1959) – con la celebre scena della corsa delle bighe – quindi Cleopatra di Mankiewicz (1963), Il cardinale di Preminger (1963) e Il tormento e l'estasi di Carol Reed con Charlton Heston (1965), spesso accreditato come Pietro Portalupi. La morte lo colse nel pieno della sua attività a soli 57 anni. Grande appassionato di fotografia, la figlia Candida, nell'ottobre 2013, in occasione del centenario della nascita, ha raccolto centinaia di scatti del padre effettuati sui set dei film in tutto il mondo.

## Filmografia

### Direttore della fotografia
- Mare, regia di Mario Baffico (1940) operatore
- Incanto di mezzanotte, regia di Mario Baffico (1940)
- Leggenda azzurra, regia di Giuseppe Guarino (1940)
- Luisa Sanfelice, regia di Leo Menardi (1942)
- Montecassino, regia di Arturo Gemmiti (1946)
- Gente del Po, regia di Michelangelo Antonioni (1947) documentario
- Furia, regia di Goffredo Alessandrini (1947)
- Tombolo, paradiso nero, regia di Giorgio Ferroni (1947)
- L'altra, regia di Carlo Ludovico Bragaglia (1947)
- Preludio d'amore, regia di Giovanni Paolucci (1947)
- Emigrantes, regia di Aldo Fabrizi (1948)
- Monastero di Santa Chiara, regia di Mario Sequi (1949)
- Rondini in volo, regia di Luigi Capuano (1949)
- Altura, regia di Mario Sequi (1950)
- Non c'è pace tra gli ulivi, regia di Giuseppe De Santis (1950)
- Romanzo d'amore, regia di Duilio Coletti (1950)
- Incantesimo tragico (Oliva), regia di Mario Sequi (1951)
- Bellissima, regia di Luchino Visconti (1951)
- Fanciulle di lusso, regia di Bernard Vorhaus (1952)
- Vacanze col gangster, regia di Dino Risi (1952)
- Aida, regia di Clemente Fracassi (1953)
- Vacanze romane (Roman Holidays), regia di William Wyler (1953) consulente fotografia
- Carosello napoletano, regia di Ettore Giannini (1954)
- Andrea Chénier, regia di Clemente Fracassi (1955)
- Uomini e lupi, regia di Giuseppe De Santis (1956)
- Addio alle armi (A Farewell to Arms), regia di Charles Vidor (1957)
- Ben Hur, regia di William Wyler (1959) fotografia e operatore seconda unità
- Cartagine in fiamme, regia di Carmine Gallone (1960)
- Salambò, regia di Sergio Grieco (1960)
- Il relitto, regia di Michael Cacoyannis (1961)
- Francesco d'Assisi, regia di Michael Curtiz (1961)
- Jessica, regia di Jean Negulesco ed Oreste Palella (1962)
- Cleopatra, regia di Joseph L. Mankiewicz (1963) fotografia seconda unità
- Il cardinale (The Cardinal), regia di Otto Preminger (1963) fotografia seconda unità
- E venne un uomo, regia di Ermanno Olmi (1965)
- Il tormento e l'estasi (The Agony and the Ecstasy), regia di Carol Reed (1965) fotografia seconda unità
- Colpo grosso alla napoletana (The Biggest Bundle of Them All), regia di Ken Annakin (1968)
- Il castello di carte (House of Cards), regia di John Guillermin (1955)
- Storia di una donna (Story of a Woman), regia di Leonardo Bercovici (1969)
- Sei dannati in cerca di gloria (The Invincible Six), regia di Jean Negulesco (1970)
- La statua (The Statue), regia di Rod Amateau (1971)
- Il romanzo di un ladro di cavalli (Romansa konjokradice), regia di Abraham Polonsky (1971)